# Aki Parviainen
Aki Uolevi Parviainen (né le 26 octobre 1974 à Helsinki) est un athlète finlandais spécialiste du lancer du javelot qui s'est illustré en remportant le titre de champion du monde en 1999.

## Meilleures performances
- 1991 - 79,96 m
- 1992 - 80,94 m
- 1993 - 69,94 m
- 1994 - 78,76 m
- 1995 - 85,60 m
- 1996 - 84,96 m
- 1997 - 87,48 m
- 1998 - 90,88 m
- 1999 - 93,09 m
- 2000 - 90,97 m
- 2001 - 92,41 m
- 2002 - 82,48 m
- 2003 - 83,30 m
- 2004 - 79,32 m
- 2005 - 83,79 m

## Palmarès

### Jeux olympiques
- Jeux olympiques d'été de 2000 à Sydney :
  - 5e place de la finale du lancer du javelot

### Championnats du monde
- Championnats du monde d'athlétisme 1999 à Séville  :
  -  Médaille d'or du lancer du javelot
- Championnats du monde d'athlétisme 2001 à Edmonton  :
  -  Médaille d'argent du lancer du javelot
- Championnats du monde d'athlétisme 2003 à Paris  :
  - 5e place de la finale du lancer du javelot

### Championnats du monde junior
- Championnats du monde junior d'athlétisme 1992 à Séoul :
  -  Médaille d'or du lancer du javelot